# Chatzakia balearica
Chatzakia balearica es una especie de araña araneomorfa de la familia Gnaphosidae. Es el único miembro del género monotípico Chatzakia. Es originaria de Baleares (España).